# Salvador Perelló Llopis
Salvador Perelló Llopis (Alzira, 1832 - L'Alcúdia, 1908) fou un polític valencià, diputat a les Corts Espanyoles durant la Primera República Espanyola.

## Biografia
Era fill d'agricultors pobres i va decidir ingressar a l'exèrcit espanyol. Va formar part del Regiment de Cavalleria Farnesio i participà activament en la vicalvarada (1854), en la que fou ferit. Després abandonà l'exèrcit i s'establí a l'Alcúdia, on adquireix unes terres durant la desamortització de Pascual Madoz i es dedicà al conreu del blat i del cacauet. Aviat hi esdevingué el principal cap dels republicans locals i amb José Pérez Guillén el enguerino organitzà partides armades el 1865 en suport de Joan Prim i Prats, però el 1867 la seva partida fou dispersada i hagué d'exiliar-se a Marsella, d'on tornarà amb el triomf de la revolució de 1868.
Nomenat alcalde de l'Alcúdia, va participar en l'aixecament republicà de València i rodalia de 1869. Membre del Partit Republicà Democràtic Federal, el 1871 fou escollit diputat provincial pel districte de Carlet i a les eleccions generals espanyoles de 1873 fou elegit diputat pel districte d'Énguera. Alhora, va organitzar partides de voluntaris per tal de lluitar contra els carlins que assolaven els marges del Xúquer. Tanmateix, com a seguidor d'Emilio Castelar es mostrà ambigu amb el cantonalisme i no secundà l'aixecament valencià, raó per la qual fou força criticat pels seus companys de partit.
Després del cop d'estat del general Pavía va patir persecució política i fins i tot fou empresonat, però aconseguí organitzar el Partit Republicà Possibilista, amb el que fou escollit alcalde d'Alcúdia el 1881-1883 i el 1885. Posteriorment també fou escollit regidor i el 1902 fundà la societat La Ideal Republicana